# Ri Sang-chol
Ri Sang-chol (26 de dezembro de 1990) é um futebolista profissional norte-coreano que atua como meia.

## Carreira
Ri Sang-chol representou a Seleção Norte-Coreana de Futebol na Copa da Ásia de 2015.